# 万載狂歌集
『万載狂歌集』（まんざいきょうかしゅう）は、江戸時代の狂歌集。天明3年（1783年）正月刊行。故人を含めた232人の748首を集める。17巻。編集者は四方赤良と朱楽菅江。刊行者は須原屋伊八。
書名は千載和歌集のもじり。部立も千載和歌集にならう。この狂歌集が以後の江戸狂歌の隆盛をまねいた。

## 出版経緯
明和年間から狂歌が流行し、内山椿軒の下で唐衣橘洲、四方赤良らが和歌・狂歌を学んだ。明和6年から橘洲の家で狂歌会が開かれ、赤良、平秩東作、元木網、その妻の智恵内子、本屋の浜辺黒人らが集まった。
天明に入り、浜辺黒人が『初笑不琢玉』『栗野下風』などの狂歌集の出版をした。それが橘洲や赤良を刺激した。
天明2年に橘洲、東作、木網らが69人840首からなる『狂歌若葉集』の出版を予定。それに対し赤良は、橘洲らの上品な読みぶりに同意せず、大胆奇抜な歌風で、古来の名狂歌もふくめ、主題別に狂歌集を編集した。それが『万載狂歌集』である。
『狂歌若葉集』と『万載狂歌集』は同じ天明3年正月に出版され、後世に大きく影響したのは後者となった。2年後の天明5年には続編となる『徳和歌後万載集』が赤良、蜀山人編集により刊行され、天明の狂歌の作風が確立された。一方、橘洲は狂歌界から一時遠ざかることとなる。

## 部立
1,2春 3夏 4,5秋 6冬 7離別 8羇旅 9哀傷 10賀 11,12恋 14,15雑 15雑体 16釈教 17神祇

## 収録数の多い作家
四方赤良55 、平秩東作37、唐衣橘洲36、布留田造32、平郡実柿32、朱楽菅江30、元木網28、卯雲25、山手白人19、樋口関月17、藤本由己14、臍穴主12、石田未得11、智恵内子9、浜辺黒人9、如竹8、紀定丸7、嚢庵鬼守7 軽少ならん6、志月庵素庭6、峰松風6 など。よみ人知らず37

## 代表的な作家と歌
雄長老（1535-1602） 本名永雄英甫 南禅寺の禅僧
いつはりのある世なりけり 神無月貧乏神は身をもはなれぬ（冬6-263）
本歌：いつはりのなき世なりけり 神無月誰がまことより時雨そめけむ（藤原定家）
本歌：いつはりのなき世なりせば いかばかり人の言の葉うれしからまし（古今集・読み人知らず）
歌意：神無月（10月）は神様が出雲に行くはずなのに、貧乏神は離れてくれない。
松永貞徳（1571-1653）貞門派俳諧の祖 下記は巻頭歌
さほ姫のすそ吹返し やはらかなけしきをそゝと見する春風（春1-1）
歌意：春の女神佐保姫に春風が吹く。裾がひるがえってやわらかな景色が見える。
石田未得（いしだみとく 1587-1669）本名又左衛門 両替商
山人は冬ぞひもじさまさりけん あえ物草もかれぬと思へば（冬6-274）
本歌：山里は冬ぞさびしさまさりける 人目も草もかれぬと思へば（源宗于）
追記：『蜀山先生狂歌百人一首』（1843年）の替歌も有名。「山里は冬ぞさびしさまさりける やはり市中がにぎやかでよい」
布留田造／平郡実柿（寛文年間1673頃没か）本名池田正式 大和郡山藩士
ほとときすなきつるかたをながむれば ただあきれたるつらぞのこれる（夏3-110）
本歌：ほととぎす鳴きつる方をながむれば ただ有明の月ぞ残れる（後徳大寺実定）
追記：他の替歌として、『万代狂歌集』（1812年）に四方赤良作「ほととぎす鳴きつるあとに あきれたる後徳大寺の有明の顔」
樋口関月 秋山玉山（1702-1763）と交友があった事以外は不明
八はしを見んと思へど 高いびきかきつばたにて跡になり平（旅8-336）
出典：伊勢物語8段
歌意：業平がかきつばたの歌を詠んだ八橋を見ようと思ったが、駕籠の中で眠って過ぎてしまった。
白鯉館卯雲（はくりかんぼううん 1708-1783）本名木室朝濤（きむろともなみ） 幕臣
さびしさに抱えていとまやりにくし 火桶は老の妾同然（冬6-264）
歌意：火桶は老人にとって妾同然。ずっと抱えていたい。
元木網（もとのもくあみ 1724-1811）本名渡辺正雄 画名高嵩松 湯屋
吹く風に虱（しらみ）こぼれて をみなへし落にきとても人にたかるな（秋4-182）
本歌：名にめでてをれるばかりぞをみなへし 我落ちにきと人に語るな（僧正遍昭）
歌意：しらみよ、風に吹かれて落ちても人にたかるな。
平秩東作（へづつとうさく 1726-1789）本名立松懐之 馬宿・煙草屋
そしてまた おまえいつきなさるの尻 あかつきばかりうき物はなし（恋11-416）
本歌：有明のつれなくみえし別れより あかつきばかり憂きものはなし（壬生忠岑）
歌意：夜明けに遊女は、またいつ来てくれるのと言う。さるの尻のように真っ赤な言葉を。
山手白人（やまてのしろひと 1737-1787）本名布施胤致（ふせたねよし）幕臣
さかづきを月よりさきにかたぶけて まだ酔ひながらあくる一樽（夏3-133）
本歌：夏の夜はまだ宵ながら明けぬるを 雲のいづこに月宿るらむ（清原深養父）
歌意：月が傾くより先に杯を進め、酔いながら一樽あけた。
算木有政 （ -1794）本名羽倉訓之 魚商？
いただくや3合4合7合と 段々のぼるふじのさかづき（雑14-571）（『狂歌若葉集』にも重撰）
歌意：3合4合．．と酒をいただこう。富士の坂を3合4合．．と登るように。
朱楽菅江（あけらかんこう 1740-1799）本名山崎景貫 幕臣
南無阿弥陀ふつとさとりし発心に鬼もさっそく滅無量罪（釈教16-723）
出典：一念弥陀仏即滅無量罪（『一遍上人語録』）
歌意：南無阿弥陀仏とふっとさとると鬼も無限の罪から救われるという。
花道つらね（1741-1806）市川團十郎 (5代目) 歌舞伎役者
たのしみは春の桜に秋の月 夫婦なかよく三度食ふめし（雑14-600）
解説：この歌は幕末の橘曙覧の独楽吟52首につながる。（例：17首目「たのしみはまれに魚にて児ら皆がうましうましといひて食ふ時」）
唐衣橘洲（からごろもきっしゅう 1744-1802）本名小島謙之 田安家家臣
月見酒 下戸と上戸の顔見れば 青山もあり赤坂もあり（秋5-223）
歌意：月見酒をする人々の顔を見ると（悪酔いの）青い顔や赤い顔がある。
四方赤良（よものあから 1749-1823）本名大田覃（ふかし） 別号南畝。幕臣 この狂歌集の主編者。後年蜀山人と号する。
あなうなぎいづくの山のいもと背を さかれてのちに身をこがすとは（恋12-496）（『狂歌若葉集』にも重撰）
本歌：来ぬ人をまつほの浦の夕なぎに 焼くや藻塩の身もこがれつつ（藤原定家）
歌意：裂かれる男女のように、うなぎも背をさかれて身をこがすとは。
鹿津部真顔（しかつべのまがお 1753-1829）本名北川嘉兵衛 汁粉屋
しら雪のふる借銭の年つもり はらはで家も横にねにけり（冬6-283）
歌意：雪と借金がつもり、家が傾いた。借金は踏み倒そう。
加保茶元成（かぼちゃのもとなり 1754-1828）本名村田市兵衛 吉原大文字屋の店主
いつのまにか色づきそめしほおづきを 人のちぎらんことをしぞ思ふ（恋12-472）
歌意：ほおずきのようにいつのまにか色づいた娘を、人が契るのだろうな、惜しいなあ。
青陽 （ -1820）本名浅山芦国 浮世絵師
ありあひの小さく見えし茶碗より 盃ばかりよきものはなし（雑14-569）
本歌：有明のつれなくみえし別れより あかつきばかり憂きものはなし（壬生忠岑）
歌意：酒よりよいものはない。
遊女たが袖 吉原大文字屋の遊女。天明4年土山宗次郎に身請けされた。
わすれんとかねて祈りし紙入れの などさらさらに人の恋しき（恋12-489）
本歌：多摩川にさらす手作りさらさらに 何ぞこの児のここだ悲しき（万葉集・東歌）
歌意：忘れたいのに、あの人からいただいた紙入れを見るとますます人恋しい。
紀野暮輔 詳細不明
見わたせば金もおあしもなかりけり 米櫃までもあきの夕暮（秋4-196）
本歌：見わたせば花も紅葉もなかりけり 浦のとまやの秋の夕暮（藤原定家）
歌意：金も銭も米もない。
（読み人知らず）
おふじさん雲の衣をぬがしゃんせ 雪のはだえが見とうござんす（雑14-532）
歌意：富士山よ、雲が晴れてほしい。おふじさん、衣を脱いでほしい。

## 刊本
- 『万載狂歌集』青藜閣、須原屋仕入店、1783年（天明3年）。
  - 『万載狂歌集 天』（大田南畝、朱楽菅江 編）陸文堂、1885年。
  - 『万載狂歌集』（四方赤良、朱楽菅江 編、野崎左文 校）岩波書店〈岩波文庫 656〉、1930年。
- 「萬載狂歌集」『狂歌狂文集』（国民文庫刊行会 編）国民文庫刊行会、1912年。
- 「万載狂歌集抄」『大田南畝全集 第1巻』（浜田義一郎 ほか編）岩波書店、1985年、1-18頁。
- 『万載狂歌集 : 江戸の機知とユーモア』（大田南畝 編、宇田敏彦 校注）KADOKAWA〈角川ソフィア文庫 D152-1〉、1985年。ISBN 9784044008277。